# Stellvertreterwahlrecht
Das Stellvertreterwahlrecht ist ein Wahlverfahren, bei dem die Stimmen von Personen auf einen Stellvertreter übertragen werden können. Demokratien wie England (proxy voting) und Frankreich (vote par procuration) erlauben bei der Wahl eine Vertretung. 
In Deutschland ist die Höchstpersönlichkeit der Wahl in § 14 Abs. 4 BWahlG einfachgesetzlich verankert, sodass eine Stellvertretung nach derzeitiger Rechtslage nicht möglich ist. Ob eine entsprechende Gesetzesänderung zulässig wäre, wird teilweise mit Hinweis auf den ungeschriebenen verfassungsrechtlichen Grundsatz der Höchstpersönlichkeit der Wahl bezweifelt. Wegen der Möglichkeit der Stimmabgabe per Briefwahl besteht jedoch in Deutschland bisher auch kein rechtspolitisches Bedürfnis der Einführung eines Stellvertreterwahlrechts.
Ein Sonderfall des Stellvertreterwahlrechts ist das Eltern- bzw. Familienwahlrecht.